# Dagens Næringsliv

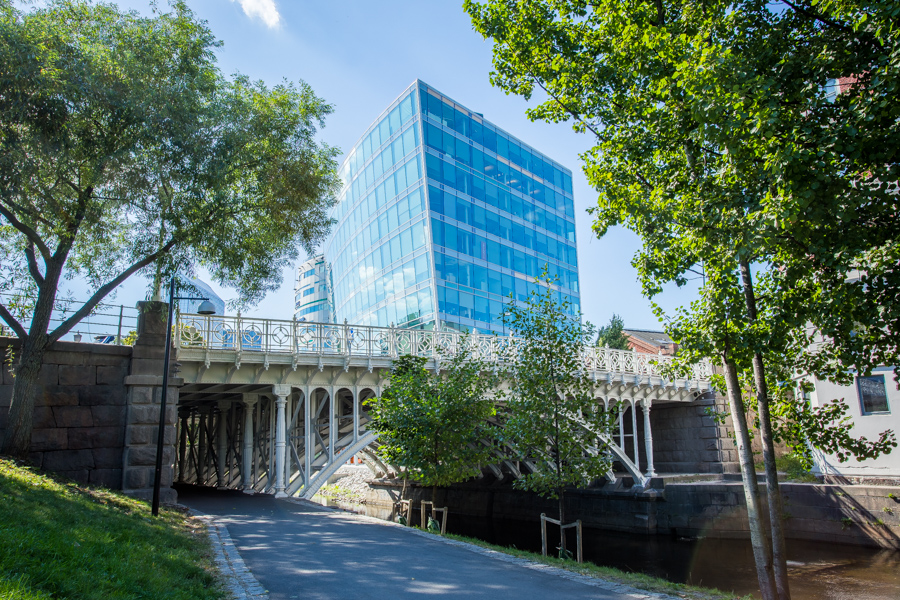

Dagens Næringsliv (DN) este un ziar norvegian. Este cel mai important cotidian norvegian de economie și de știri financiare. Are zilinic un tiraj de 82.775 (2008) de exemplare și 642.000 de cititori săptămânal (2004). 
Revista de Lifestyle D2, care apare în fiecare vineri împreună cu DNul este citita de 202.000 de cititori pe editie.
Ca și conținut Dagens Næringslivul are o importanță pentru Norvegia ca Financial Times.